# Juan Costas
Juan Costas i Tordera (Barcellona, 26 giugno 1945 – 2 settembre 2018) è stato un velista spagnolo.

## Biografia
È fratello di Humberto Costas, anche lui velista di caratura internazionale.
Ha rappresentato la Spagna a due edizioni dei Giochi olimpici estivi di Montréal 1976 e Seul 1988, senza riuscire a vincere medaglie.